# Senegal op de Olympische Zomerspelen 1984
Senegal nam deel aan de Olympische Zomerspelen 1984 in Los Angeles, Verenigde Staten. Net zoals bij hun vorige deelnames werden er geen medailles gewonnen.

## Deelnemers en resultaten

### Atletiek
| Olympiër                                                                                  | Discipline             | Resultaat | Prestatie                                                                            |
| ----------------------------------------------------------------------------------------- | ---------------------- | --------- | ------------------------------------------------------------------------------------ |
| Charles-Louis Seck                                                                        | 100m (m)               | 22e       | serie 3: 3de in 10,45 kwartfinale 2: 5de in 10,54                                    |
| Boubacar Diallo                                                                           | 400m (m)               | 36e       | serie 1: 4de in 46,73                                                                |
| Moussa Fall                                                                               | 800m (m)               | 10e       | serie 3: 2de in 1.47,91 kwartfinale 4: 4de in 1.45,71 halve finale 1: 6de in 1.45,03 |
| Babacar Niang                                                                             | 800m (m)               | 17e       | serie 1: 1ste in 1.46,90 kwartfinale 1: 6de in 1.45,71                               |
| Amadou Dia Bâ                                                                             | 400m horden (m)        | 5e        | serie 5: 1ste in 49,94 halve finale 1: 3de in 49,44 finale: 5de in 49,28             |
| Boubacar Diallo Hamidou Diawara Ibrahima Fall Charles-Louis Seck Saliou Seck Mamadou Sène | 4x100m (m)             | 15e       | serie 1: 4de in 40,15 halve finale 1: 7de in 40,63                                   |
| Amadou Dia Bâ Boubacar Diallo Moussa Fall Babacar Niang                                   | 4x400m (m)             | 15e       | serie 3: niet gefinisht                                                              |
| Mamadou Diallo                                                                            | hink-stap-springen (m) | 12e       | kwalificatie groep A: 5de met 16,18m finale: 12de met 15,99m                         |
|                                                                                           |                        |           |                                                                                      |
| Constance Senghor                                                                         | hoogspringen (v)       | 27e       | kwalificatie groep B: 13de met 1,70m                                                 |

### Judo
| Olympiër        | Discipline      | Resultaat | Prestatie |
| --------------- | --------------- | --------- | --- |
| Djibril Sall    | -60kg (m)       | 18e       | 1ste ronde: V van FRG Jupke: ippon                                                                                                 |
| Ibrahima Diallo | -71kg (m)       | 19e       | 1ste ronde: V van JPN Nakanishi: hansoku-gachi                                                                                     |
| Ousseynou Guèye | -78kg (m)       | 14e       | 1ste ronde: vrij 2de ronde: W van CYP Kougialis: ippon 3de ronde: V van YUG Leščak: yusei-gachi                                    |
| Abdul Daffé     | -95kg (m)       | 7e        | 1ste ronde: vrij 2de ronde: V van BRA Vieira: sogo-gachi herkansingen: W van ESP Rubio: yuko herkansingen 2: V van ITA Fazi: ippon |
| Khalifa Diouf   | +95kg (m)       | 9e        | 1ste ronde: W van DOM Lebrón: yuko kwartfinale: V van YUG Kovačević: ippon                                                         |
| Lansana Coly    | open klasse (m) | 9e        | 1ste ronde: V van JPN Yamashita: ippon herkansingen: V van FRG Schnabel: ippon                                                     |

### Schietsport
| Olympiër         | Discipline              | Resultaat | Prestatie                       |
| ---------------- | ----------------------- | --------- | ------------------------------- |
| Amadou Ciré Baal | 50m pistool (m)         | 53e       | 499 punten: (83-84-80-80-81-91) |
| Mamadou Sow      | 25m snelvuurpistool (m) | 52e       | 528 punten: (262-266)           |

### Worstelen
| Olympiër         | Discipline  | Resultaat   | Prestatie |
| Vrije stijl      | Vrije stijl | Vrije stijl | Vrije stijl |
| ---------------- | ----------- | ----------- | --- |
| Talla Diaw       | -52kg (m)   | 15e         | groep B: 8ste V van JPN Takada: 0-4 V van IND Singh: 0-4                                                            |
| Amadou Katy Diop | -90kg (m)   | 13e         | groep A: 7de V van CAN Davis: 0-4 V van SWE Andersson: 0-4                                                          |
| Ambroise Sarr    | -100kg (m)  | 9e          | groep B: 5de V van JPN Honda: 0-4 V van USA Banach: 0-4                                                             |
| Mamadou Sakho    | +100kg (m)  | 5e          | groep B: 3de V van CAN Molle: 0-4 V van EGY El-Hadad: 1-3 W van JPN Ishimori: 4-0 5-6de plek: W van ROU Andrei: 4-0 |

### Zeilen
| Olympiër     | Discipline | Resultaat | Prestatie                             |
| ------------ | ---------- | --------- | ------------------------------------- |
| Babacar Wade | windsurfer | 35e       | 232,0 punten: (30-34-DSQ-35-33-32-32) |

Algerije · Amerikaanse Maagdeneilanden · Andorra · Antigua en Barbuda · Argentinië · Australië · Bahama’s · Bahrein · Bangladesh · Barbados · België · Belize · Benin · Bermuda · Bhutan · Birma · Bolivia · Bondsrepubliek Duitsland · Botswana · Brazilië · Britse Maagdeneilanden · Canada · Centraal-Afrikaanse Republiek · Chili · China · Chinees Taipei · Colombia · Congo-Brazzaville · Costa Rica · Cyprus · Denemarken · Djibouti · Dominicaanse Republiek · Ecuador · Egypte · El Salvador · Equatoriaal-Guinea · Fiji · Filipijnen · Finland · Frankrijk · Gabon · Gambia · Ghana · Grenada · Griekenland · Groot-Brittannië · Guatemala · Guinee · Guyana · Haïti · Honduras · Hongkong · Ierland · IJsland · India · Indonesië · Irak · Israël · Italië · Ivoorkust · Jamaica · Japan · Joegoslavië · Jordanië · Kaaimaneilanden · Kameroen · Kenia · Koeweit · Lesotho · Libanon · Liberia · Liechtenstein · Luxemburg · Madagaskar · Malawi · Maleisië · Mali · Malta · Marokko · Mauritanië · Mauritius · Mexico · Monaco · Mozambique · Nederland · Nederlandse Antillen · Nepal · Nicaragua · Nieuw-Zeeland · Niger · Nigeria · Noord-Jemen · Noorwegen · Oeganda · Oman · Oostenrijk · Pakistan · Panama · Papoea-Nieuw-Guinea · Paraguay · Peru · Portugal · Puerto Rico · Qatar · Roemenië · Rwanda · Salomonseilanden · Samoa · San Marino · Saoedi-Arabië · Senegal · Seychellen · Sierra Leone · Singapore · Soedan · Somalië · Spanje · Sri Lanka · Suriname · Swaziland · Syrië · Tanzania · Thailand · Togo · Tonga · Trinidad en Tobago · Tsjaad · Tunesië · Turkije · Uruguay · Venezuela · Verenigde Arabische Emiraten · Verenigde Staten · Zaïre · Zambia · Zimbabwe · Zuid-Korea · Zweden · Zwitserland